# Walk of the Heroines
A Walk of the Heroines emlékmű és park az Amerikai Egyesült Államok Oregon államának Portland városában, a Portlandi Állami Egyetem campusán.

## Kialakítása
A 10. és 11. sugárutak között elhelyezkedő 1670 négyzetméteres park célja a nők társadalomban elért eredményeiről való megemlékezés; a falakon több mint ezer nőtől (például Joseph Pariseau, Hillary Clinton és Barbara Roberts) származó idézetek szerepelnek. A John Laursen által készített emlékmű szobrait Linda Stein tervezte.

## Fogadtatása
A Portland Monthly legfurcsább múzeumokról szóló listáján Margaret Seiler cikke szerint az emlékművet az 1990-es évekből a 21. századba a Arundhati Roytól és Katha Pollitt-tól származó idézetek vezetik át.

## Fordítás
- Ez a szócikk részben vagy egészben  a   Walk of the Heroines című angol Wikipédia-szócikk ezen változatának fordításán alapul.  Az eredeti cikk szerkesztőit annak laptörténete sorolja fel. Ez a jelzés csupán a megfogalmazás eredetét és a szerzői jogokat jelzi, nem szolgál a cikkben szereplő információk forrásmegjelöléseként.